# Favstar
Favstar (também conhecido como favstar.fm) era um serviço online que rastreava o uso do Twitter. A Favstar usou uma API para classificar os Tweets por popularidade de acordo com métricas como Favoritos e Retuítes.
O Favstar foi encerrado em 19 de junho de 2018, depois que a API da qual ele dependia foi preterida. Um serviço semelhante foi lançado logo depois com o LikeFluence.